# Кривов Георгій Олексійович
Кривов Георгій Олексійович (8 грудня 1948 Чирчик, Узбекистан) — голова правління ВАТ «Український науково-дослідний інститут авіаційної технології», головний редактор науково-технічного журналу «Технологічні системи». Доктор технічних наук, професор, заслужений діяч науки і техніки України.
Почесні звання — заслужений діяч науки і техніки України (2000 р.), двічі лауреат Державної премії України в області науки і техніки
Науково-технічна і науково-організаційна діяльність — Головний редактор науково-технічного журналу «Технологічні системи» (з 1999 р.), Головний редактор інформаційно-аналітичного журналу «Індустріальна Україна» (з 1996 р.), Голова експертної Ради Вищої атестаційної комісії України (1994—1999 рр.), Голова спеціалізованої ради з захисту докторських дисертацій (1995—2005 рр.), член спеціалізованих радих з захисту докторських дисертацій в Національному технічному університеті України «Київський політехнічний інститут» і Національному аерокосмічному університеті «Харківський авіаційний інститут», член комітету з Державних премій в області науки і техніки при Кабінеті Міністрів України
Участь в політичних і суспільних організаціях — член ради директорів підприємств м. Києва
Нагороди державні — Почесна Грамота Верховної Ради України (2004 р.)

## Біографічні дані
Народився в м. Чирчик під Ташкентом, в Узбекистані. У 1972 р. закінчив Київський політехнічний інститут (Національний технічний університет України «Київський політехнічний інститут»), інженер-механік. У 1979 р. захистив дисертацію у ВІАМ (м. Москва), кандидат технічних наук (матеріалознавство в машинобудуванні). У 1992 р. захистив докторську дисертацію в НІАТ (м. Москва), доктор технічних наук (технологія виробництва літальних апаратів). У 1994 р. отримав звання професора (Київський інститут підвищення кваліфікації Міністерства машинобудування, військово-промислового комплексу і конверсії).
Працював — креслярем ОКБ Автоматики, м. Чирчик (1966—1967 рр.), — інженером, старшим інженером, начальником бюро відділу Головного металурга Київського механічного заводу ОКБ О. К. Антонова, (1972—1978 рр.), брав участь в створенні літаків Ан-28, Ан-72, Ан-74, Ан-32, Ан-124 («Руслан»). У 1978—1984 рр. — інструктор Ленінградського райкому партії м. Києва, інструктор, заступник завідувача відділом науки і навчальних закладів Київського міськкому партії. Зачинаючи з 1984 і по теперішній час — директор, спочатку Української філії, потім Українського науково-дослідного інституту авіаційної технології. Організовував роботи по участі фахівців інституту в створенні літака Ан-70, організації виробництва літака Ан-140 в Україні і в Ірані, забезпечував розробку «Програми розвитку авіаційного виробництва в Україні на 2000—2010 гг.», Закону України і «Програми розвитку наукоємких технологій України» (2005 р.).

## Основні праці
Серед робіт — «Економічне обґрунтування розробки технологічної документації при підготовці серійного виробництва нових літальних апаратів», співавтори — О. А. Бабушкін, Бабушкін А. В., 2001.
Опубліковані результати інженерної, науково-технічної, організаційної діяльності — автор і співавтор 22 монографій, більше 120 статей, 20 винаходів, у тому числі:
- Конструкции из металлических композиционных материалов / Под общ. ред. д-ра техн. наук Г. А. Кривова. — К.: Техніка, 1992. — С. 223.
- Современные технологии обработки и сборки изделий машиностроения / Под общ. ред. Г. А. Кривова и В. В. Сухова. — К.: Техніка, 1993. — С. 142. — Современные технологии агрегатно-сборочного производства самолетов/ А. И. Пекарш, Ю. М. Тарасов, Г. А. Кривов и др. — М.: Аграф-пресс, 2006 — С. 304.
- Кривов Г. А. Технология самолетостроительного производства. — К.: КВІЦ, 1997. — С. 459.
- Сварка в самолетостроении / Под ред. Б. Е. Патона / Г. А. Кривов и др. — К.: Узд. МИИВЦ, 1998. — С. 696.
- Информационные технологии в наукоемком машиностроении: Компьютерное обеспечение индустриального бизнеса / Под общ. ред. А. Г. Братухина. Ред. совет П. В. Балабуев, В. А. Богуслаев, А. Г. Братухин, Г. А. Кривов. — К.: Техніка, 2001. — С. 728.
- CALS (Continuous Acquisition and Life cycle Support — непрерывная информационная поддержка жизненного цикла продукции) в авиастроении.- М.: Изд-во МАИ, 2002. — С. 676.
- Кривов Г. А., Матвиенко В. А., Афанасьева Л. Ф. Мировая авиация на рубеже XX-XXI столетий. Промышленность, рынки. — К.: КВИЦ, 2003. — С. 296.
- Кривов Г. А., Матвиенко В. А., Резников В. А. Система управления качеством производства авиационной техники. — К.: Техніка, 2004. — С. 272.
- Приоритеты авиационных технологий / Под ред. А. Г. Братухина. — М.: Изд-во МАИ, 2004. — С. 1335.
- Алюминиевые сплавы (состав, свойства, технология, применение). Справочник / Г. А. Кривов, В. М. Белецкий. — К.: Коминтех, 2005. — С. 365.
- Российская энциклопедия CALS. Авиационно-космическое машиностроение. — М.: ОАО «НИЦ АСК», 2008. — С. 608.

## Джерело
- Кривов Георгій Олексійович

| Володимир Вернадський | Це незавершена стаття про українського науковця. Ви можете допомогти проєкту, виправивши або дописавши її. |